# Pterodroma nigripennis
Pterodroma nigripennis е вид птица от семейство Procellariidae.

## Разпространение
Видът е разпространен в Австралия, Маршалови острови, Малки далечни острови на САЩ, Нова Каледония, Нова Зеландия, Норфолк, Северни Мариански острови, САЩ, Тонга, Фиджи и Френска Полинезия.